# Berndgerdia balteata
Berndgerdia balteata là một loài bọ cánh cứng trong họ Cerambycidae.